# Frivolités
Pour plus de détails, voir Fiche technique et Distribution.
Frivolités (Fashions for Women) est un film américain réalisé par Dorothy Arzner, sorti en 1927.

## Fiche technique
- Titre original : Fashions for Women
- Titre français : Frivolités
- Réalisation : Dorothy Arzner
- Scénario : Paul Armont, Jules Furthman, Percy Heath, Herman J. Mankiewicz, Léopold Marchand et George Marion Jr.
- Pays d'origine : États-Unis
- Format : Noir et blanc - Film muet
- Genre : drame
- Date de sortie : 1927

## Distribution
- Esther Ralston : Céleste de Givray et Lola Dauvry
- Raymond Hatton : Sam Dupont
- Einar Hanson : Raoul de Bercy
- Edward Martindel : Duc d'Arles
- William Orlamond : Roue
- Agostino Borgato : Monsieur Alard
- Edward Faust : Monsieur Pettibon
- Yvonne Howell : Mimi
- Maude Wayne : la fille
- Charles Darvas : gérant du restaurant